# Olivia's Greatest Hits Vol. 2
| Recensione | Giudizio |
| ---------- | -------- |
| AllMusic   |          |

Olivia's Greatest Hits Vol. 2 è la raccolta della cantante australiana Olivia Newton-John, pubblicata il 3 settembre 1982 dall'etichetta discografica MCA Records.

## Tracce
Lato A
1. Heart Attack – 3:07 (Paul Bliss, Steve Kipner)
2. Magic – 4:28 (John Farrar)
3. Physical – 3:43 (Steve Kipner, Terry Shaddick)
4. Hopelessly Devoted to You – 3:05 (John Farrar)
5. Make a Move on Me – 3:17 (John Farrar, Tom Snow)

Lato B
1. A Little More Love – 3:27 (John Farrar)
2. You're the One That I Want (feat. John Travolta) – 2:47 (John Farrar)
3. Tied Up – 4:27 (John Farrar, Lee Ritenour)
4. Suddenly (feat. Cliff Richard) – 4:03 (John Farrar)
5. Xanadu (feat. Electric Light Orchestra) – 3:30 (Jeff Lynne)

## Classifiche

### Classifiche settimanali
| Classifica (1982–83) | Posizione massima |
| -------------------- | ----------------- |
| Australia            | 1                 |
| Canada               | 6                 |
| Germania             | 33                |
| Giappone             | 12                |
| Nuova Zelanda        | 3                 |
| Regno Unito          | 8                 |
| Stati Uniti          | 16                |

### Classifiche di fine anno
| Classifica (1982) | Posizione |
| ----------------- | --------- |
| Canada            | 41        |
| Nuova Zelanda     | 43        |
| Classifica (1983) | Posizione |
| Australia         | 13        |
| Canada            | 66        |
| Stati Uniti       | 10        |